# Belonion dibranchodon
Belonion dibranchodon är en fiskart som beskrevs av Collette, 1966. Belonion dibranchodon ingår i släktet Belonion och familjen näbbgäddefiskar. Inga underarter finns listade.